# Alstom Citadis

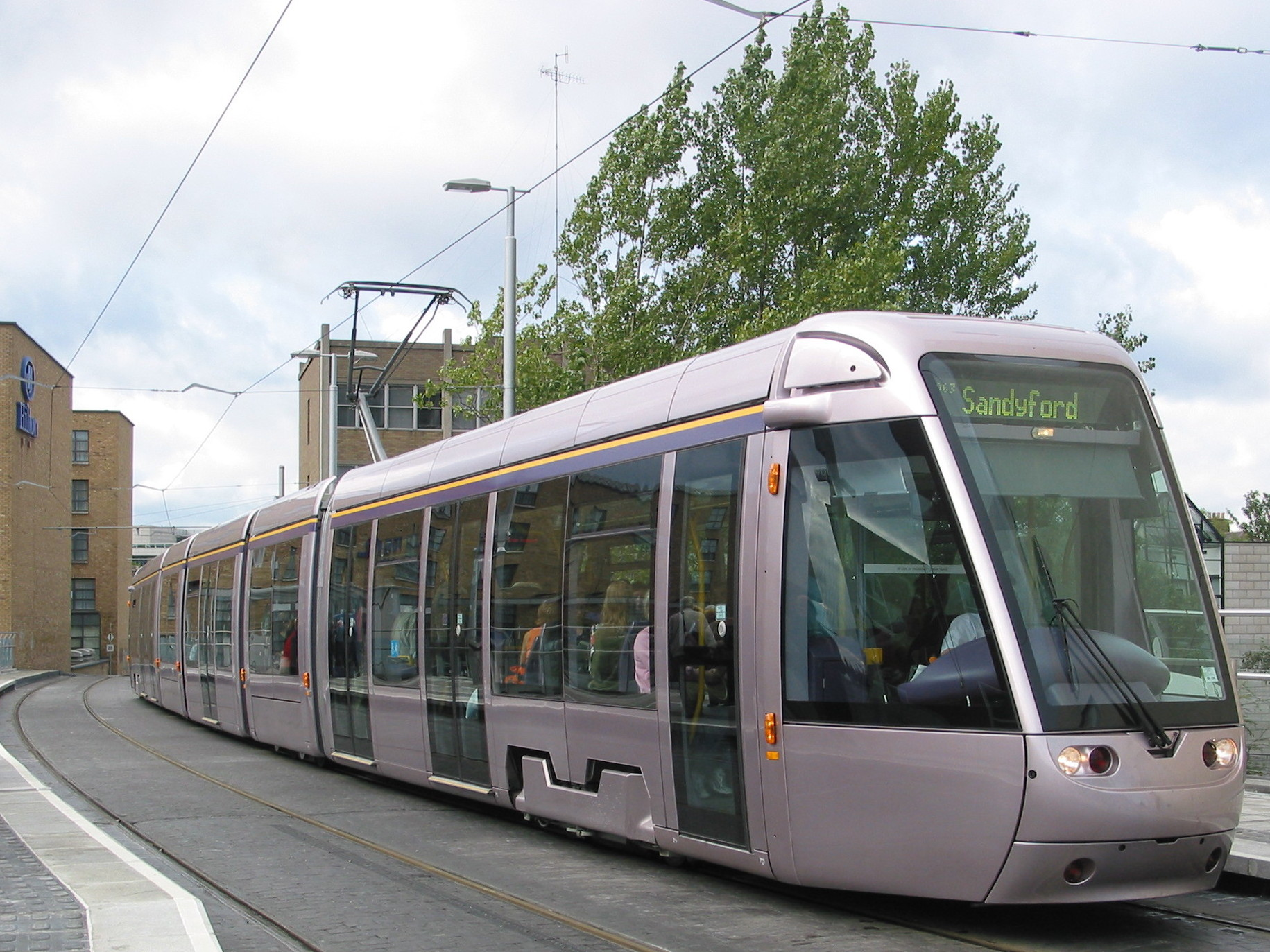
En Citadis 401 i Dublin

Alstom Citadis är en produktfamilj av låggolvsspårvagnar och light rail-tåg som tillverkas av Alstom Transport. Till 2017 hade 1 800 Citadis-spårvagnar satts i trafik.
Citadis finns i varianter som duospårvagnen Citadis Dualis och regionalbanetåget RegioCitadis. Citadis är inte en standardmodell, men konstruktionsprincipen är samma för olika varianter, med undantag av RegioCitadis. De har antingen 100% eller 70% låggolv.
Citadis-spårvagnar tillverkas framför allt i Alstoms fabriker i La Rochelle i Frankrike och Barcelona i Spanien. De tillverkas också i bland annat Annaba i Algeriet.
Citadisekipage tillverkas med tre–sju moduler med en längd på mellan 24 och 45 meter. Vagnarna är mellan 2,4 och 2,65 meter breda.

## Fotogalleri

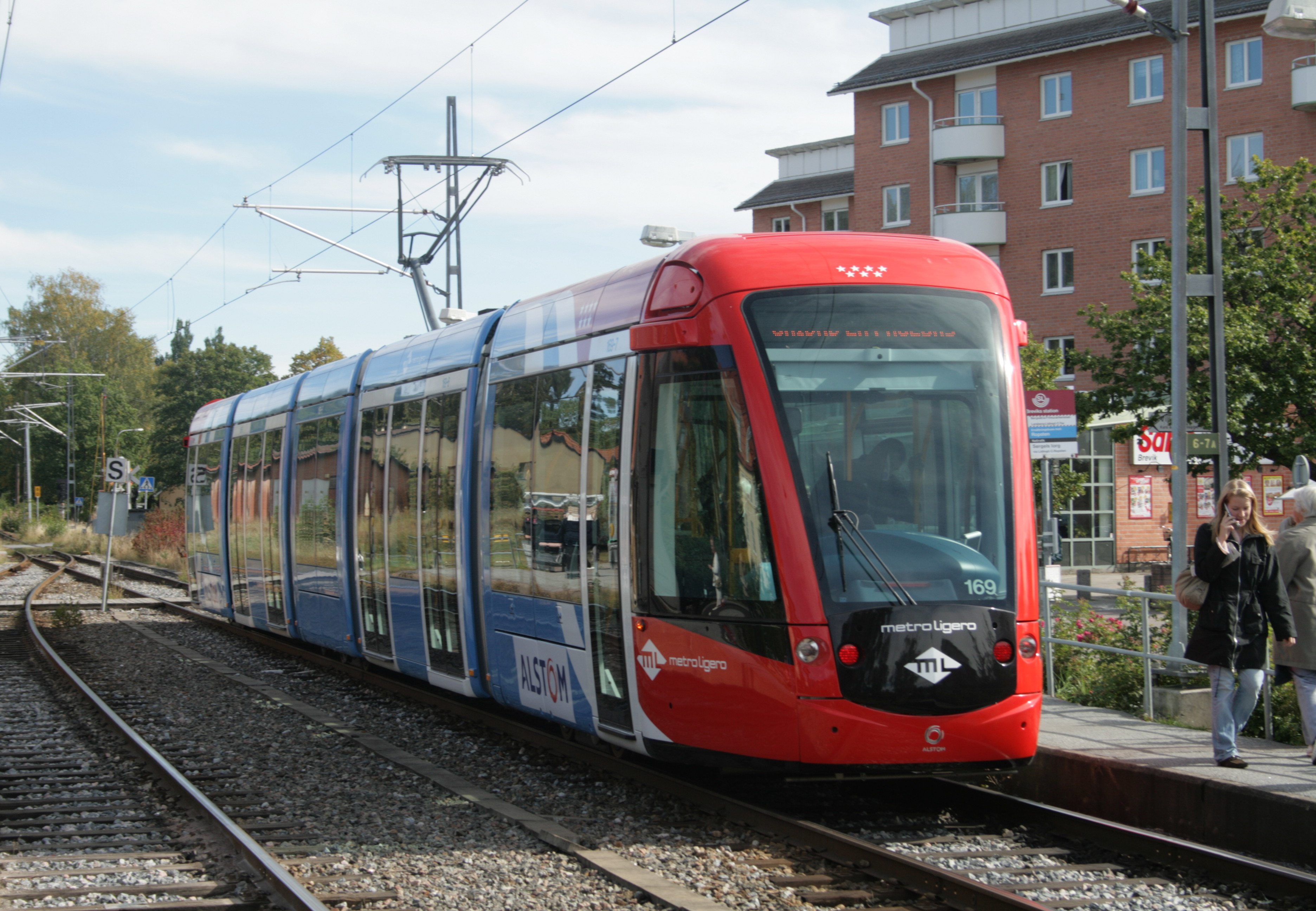
En Citadis 302 från Metro Ligero de Madrid vid test på Lidingöbanan 2007
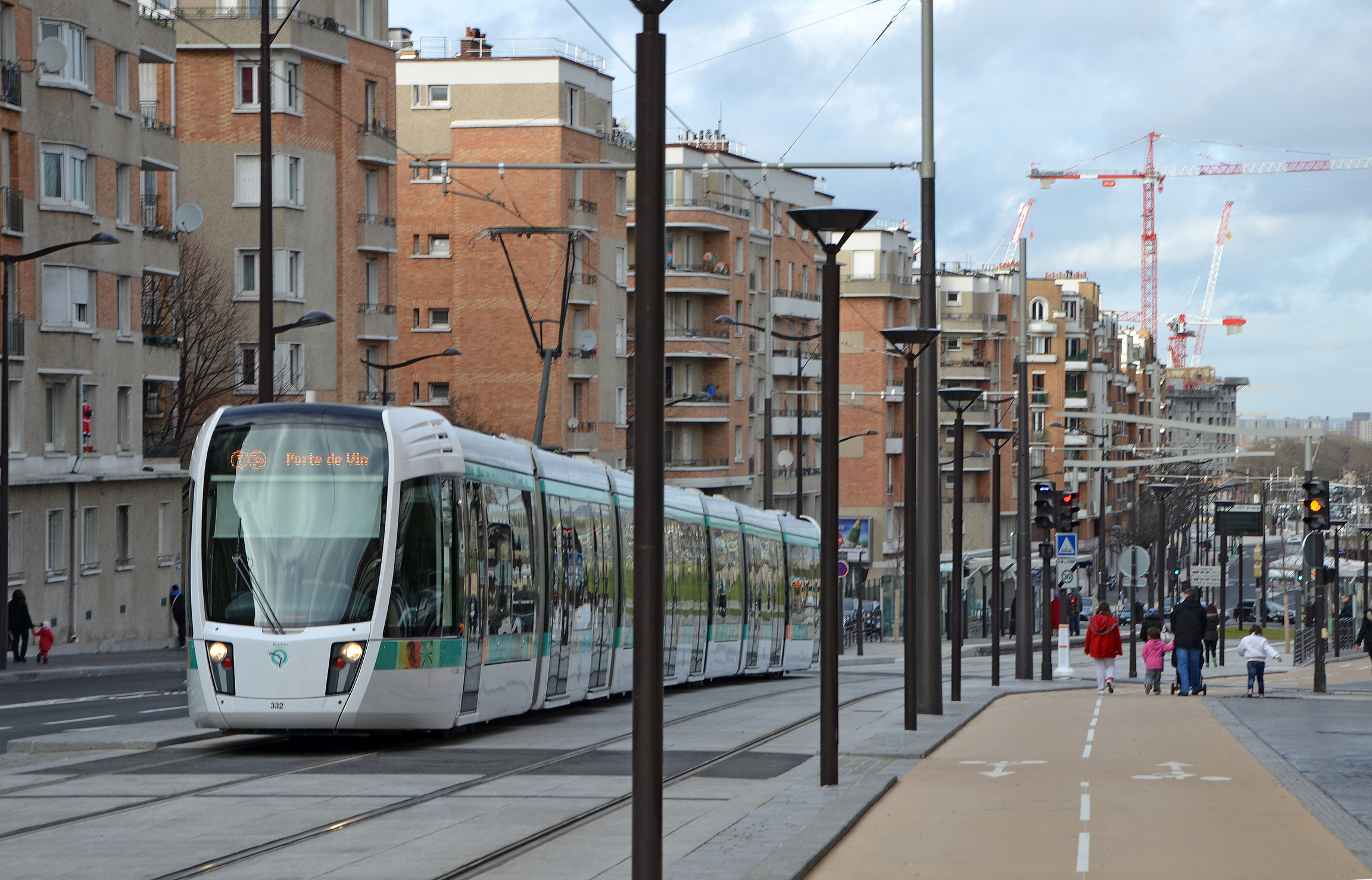
Citadis 402 vid Porte de Chamont i Paris
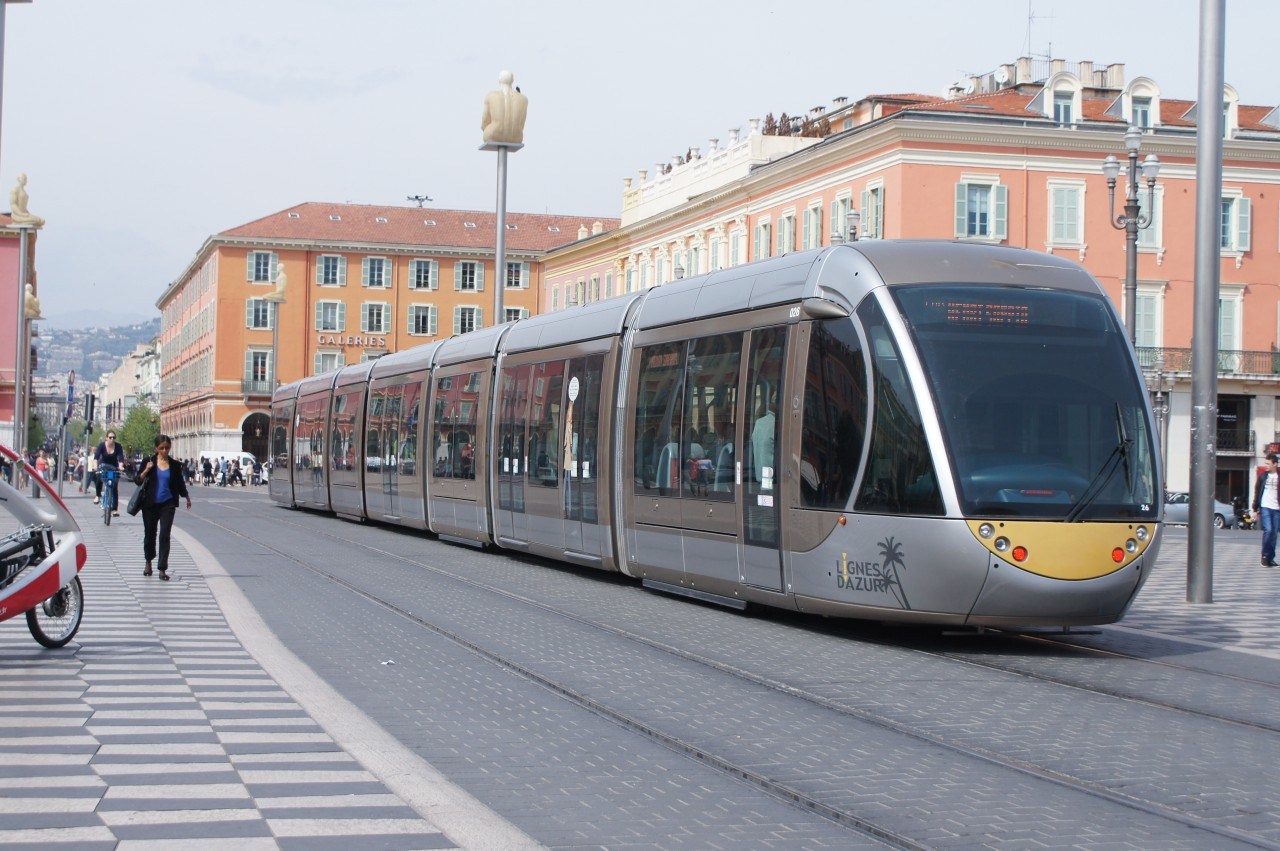
En Citadis 402 i Nice
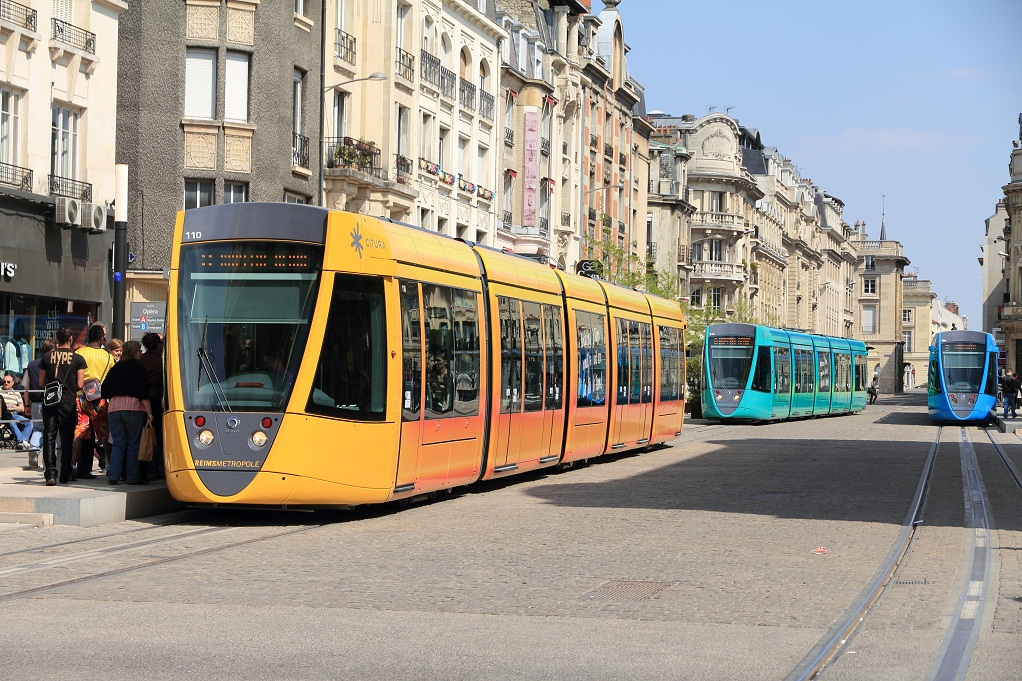
Citadis 302-spårvagnar i olika färger i Reims
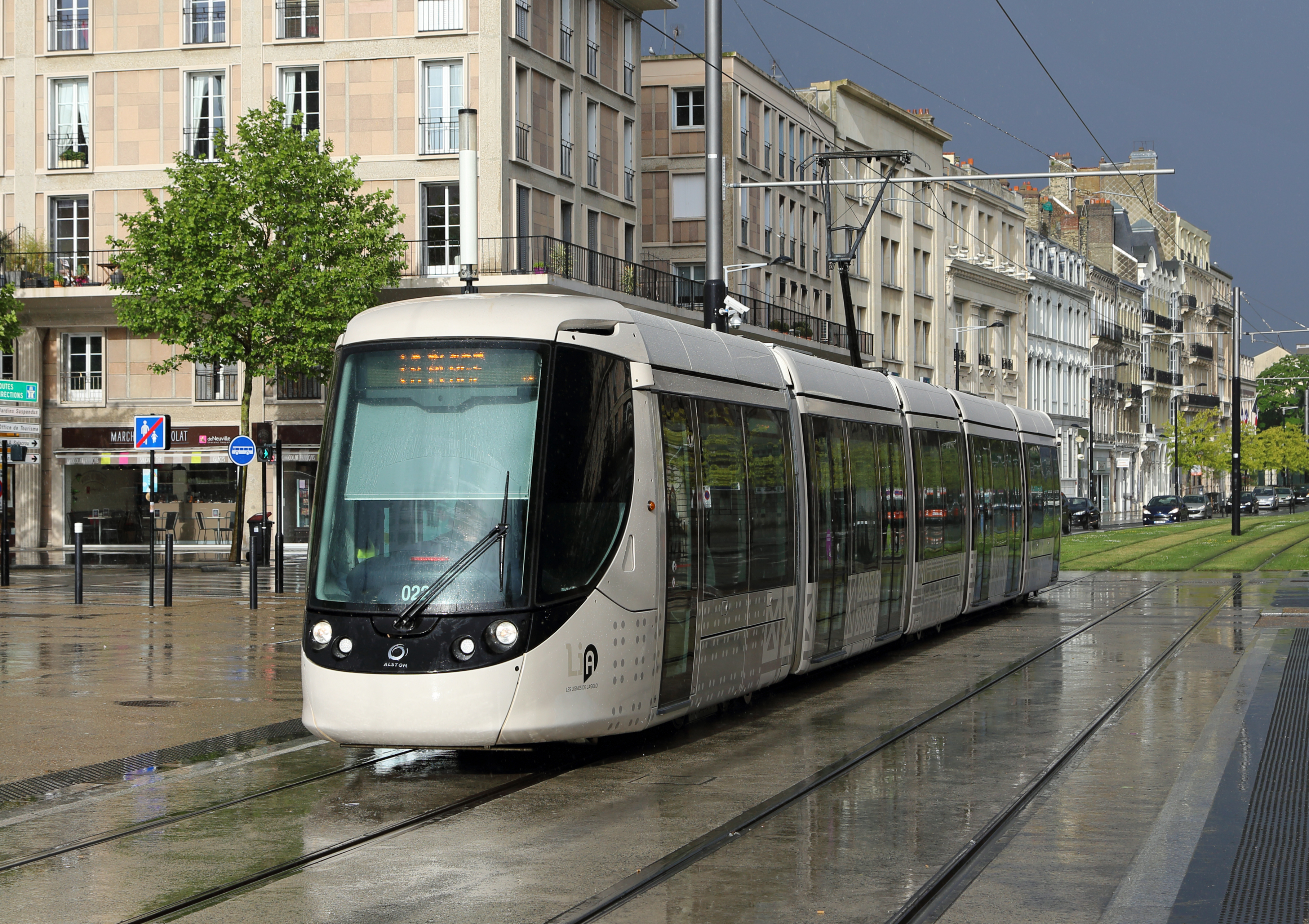
Citadis 302 i Le Havre
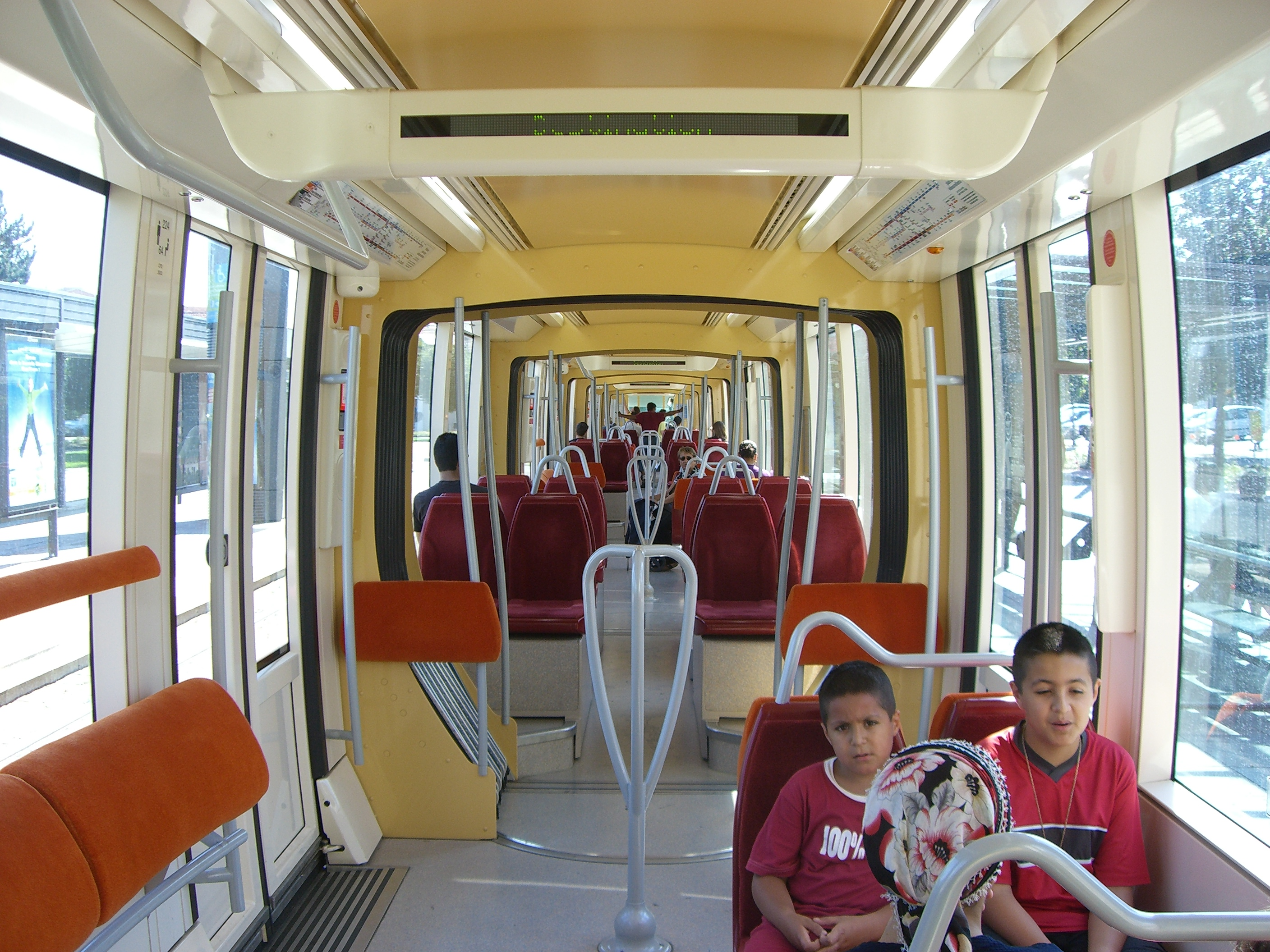
Interiör i spårvagn i Strasbourg
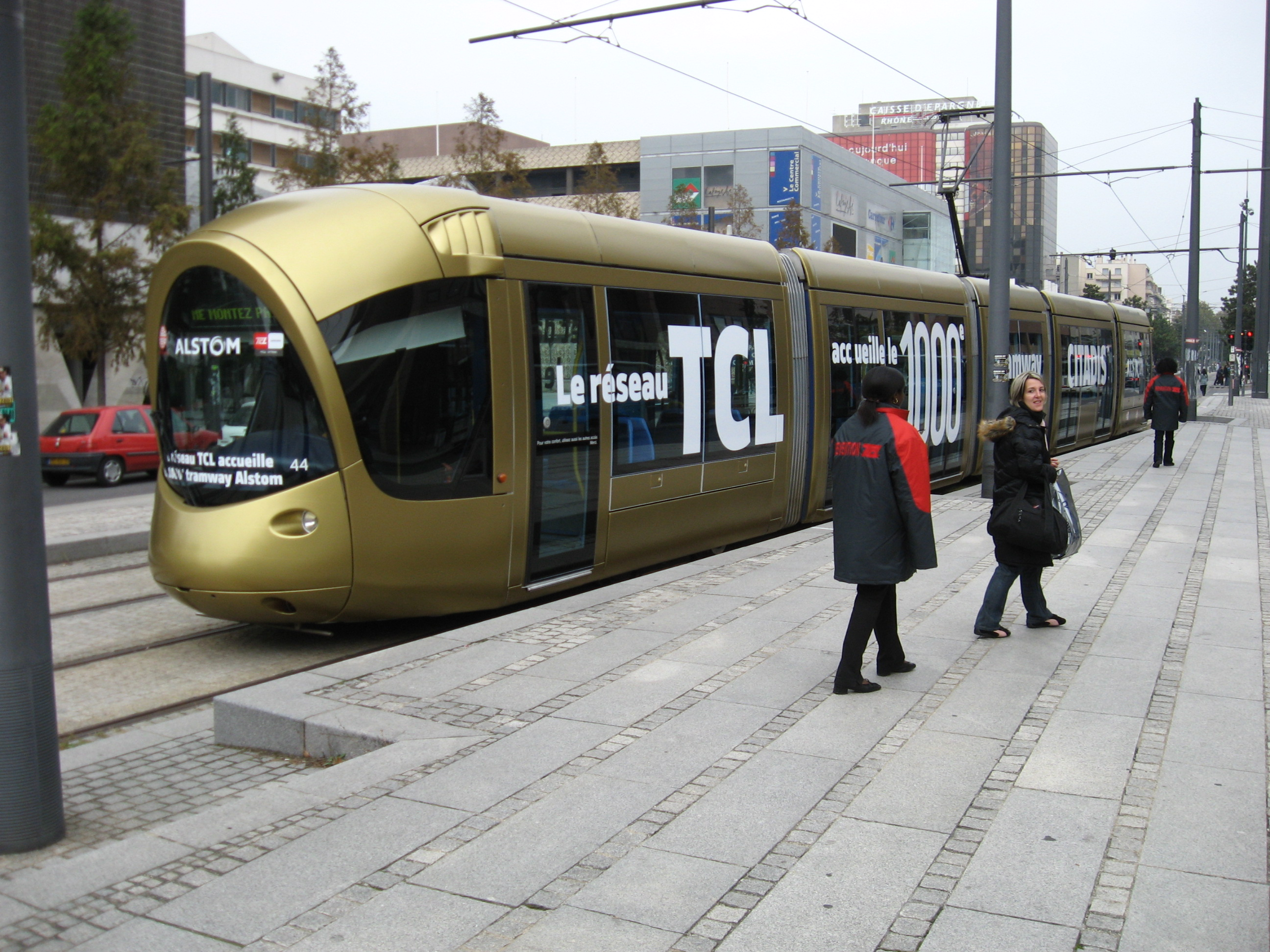
Guldfärgad Citadis 302 i Lyon
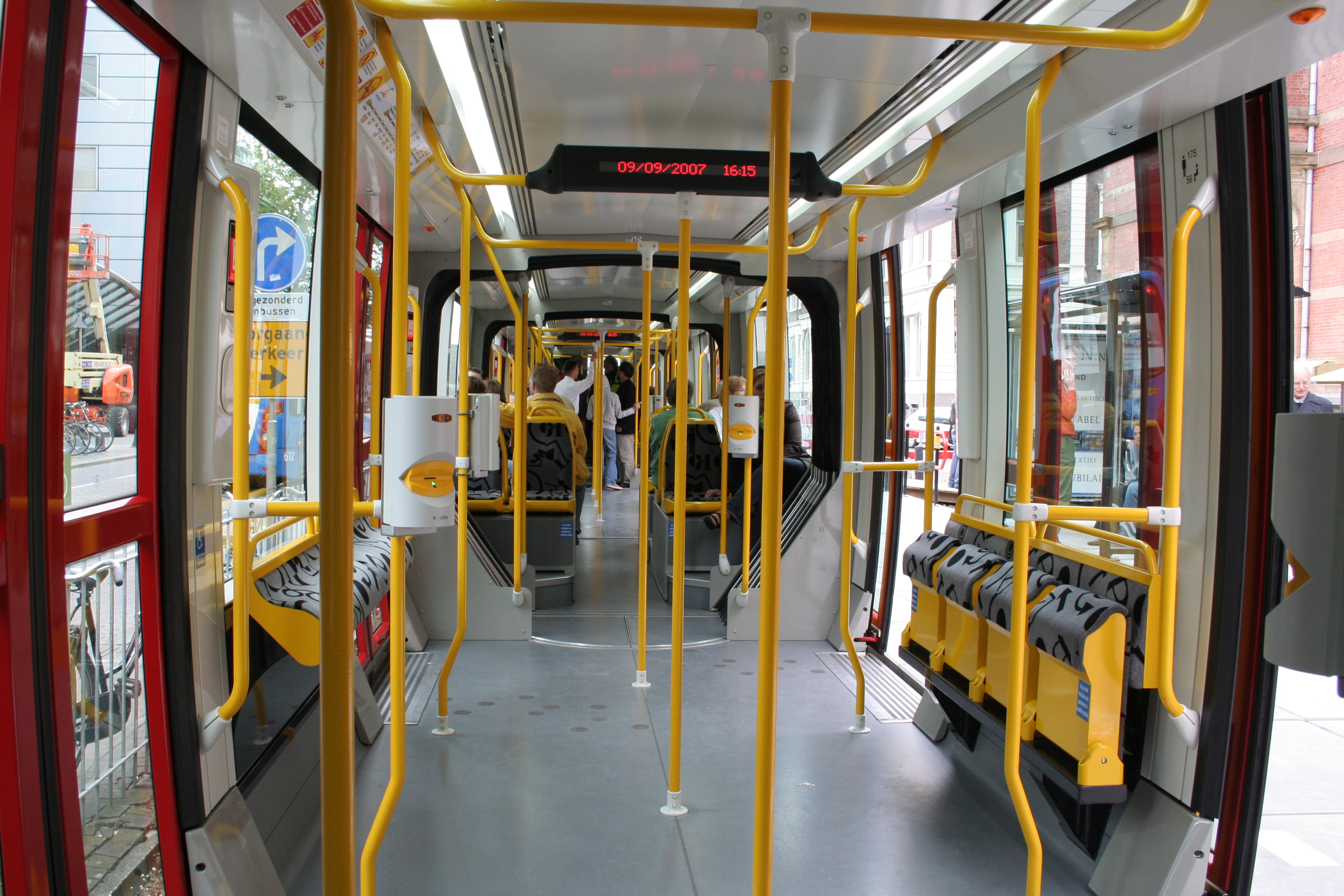
Interiör i spårvagn i Mulhouse
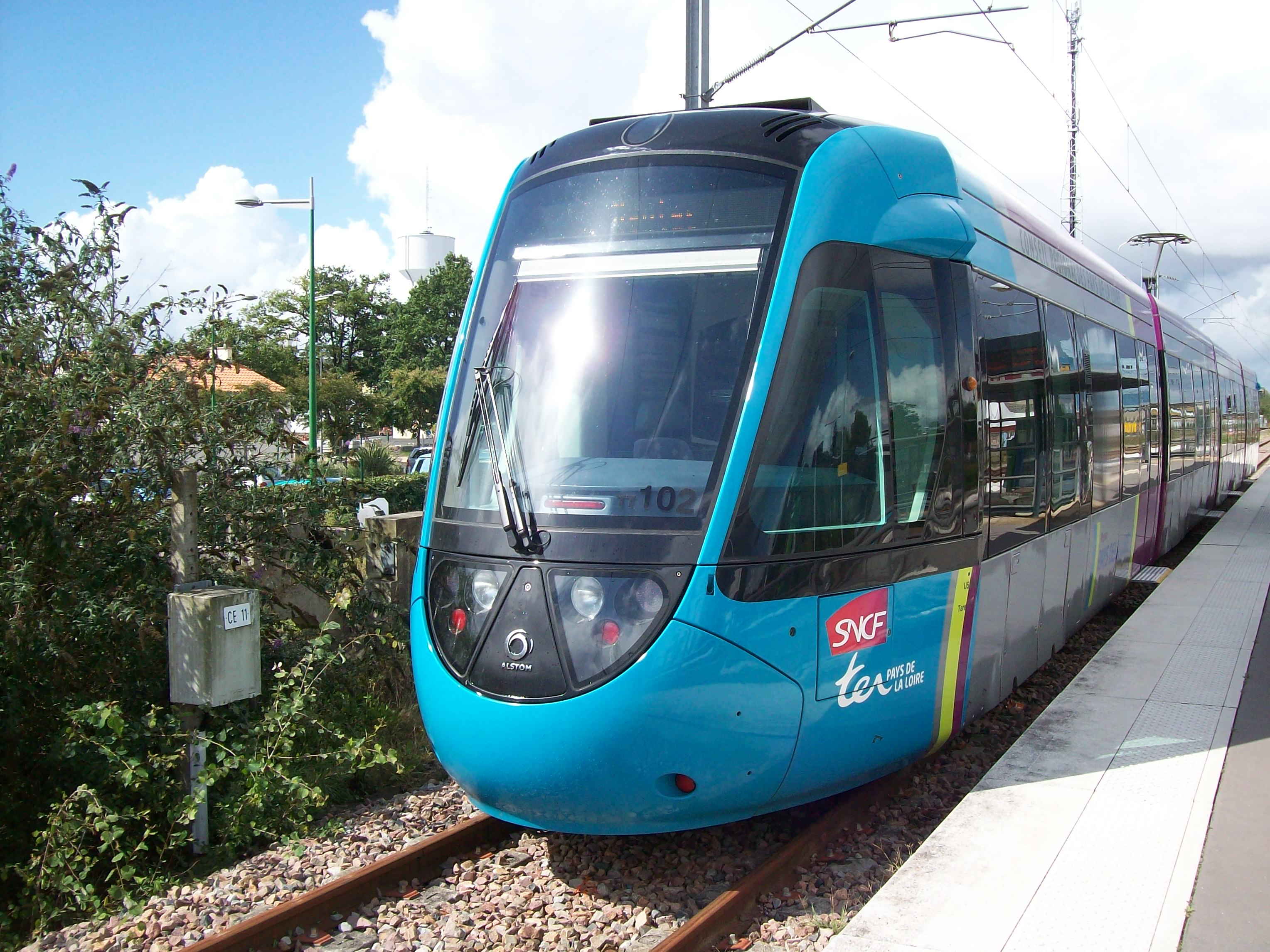
En Citadis Dualis i Nantes
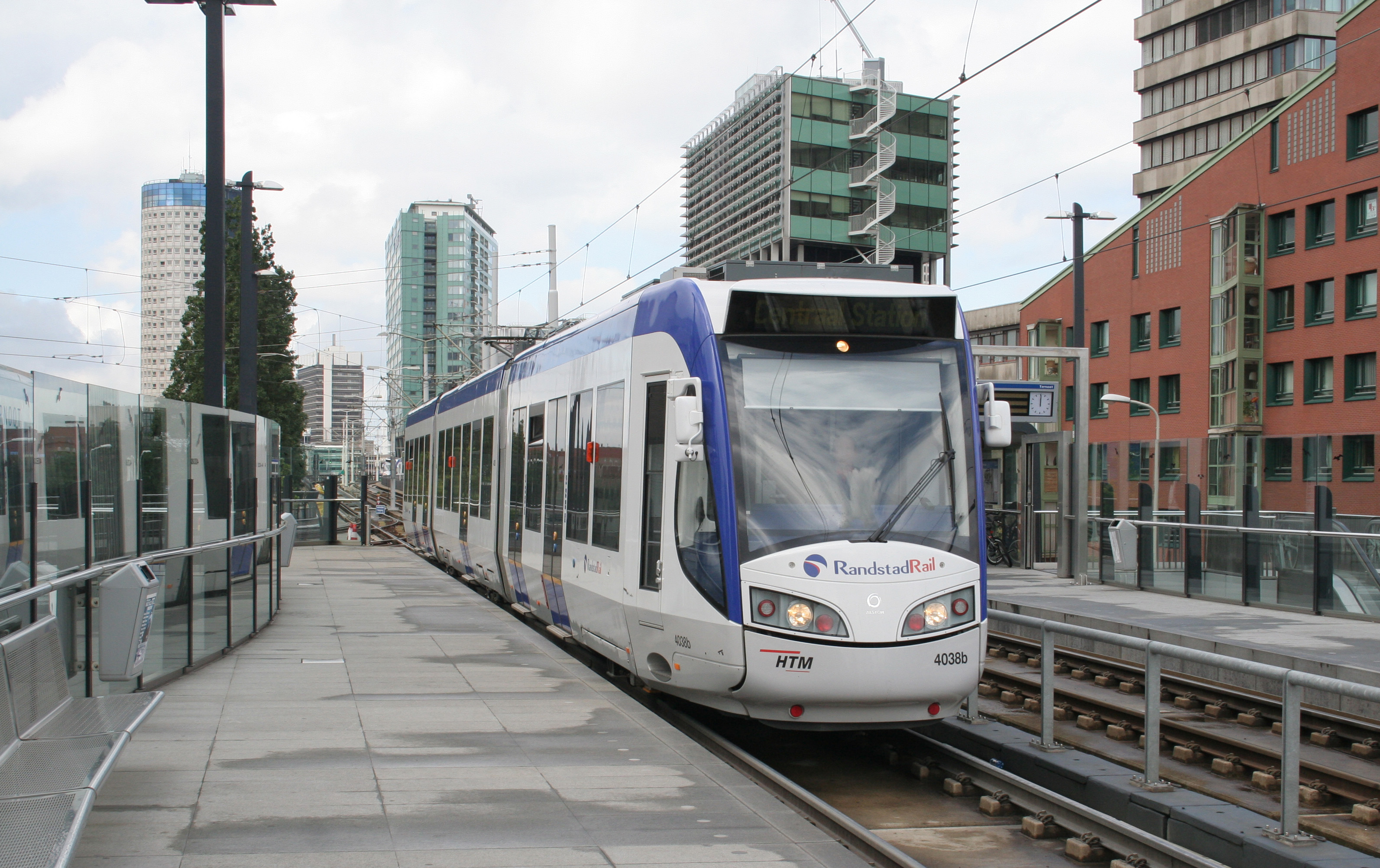
En RegioCitadis i Haag